# Großer Preis der USA 1966
Der Große Preis der USA 1966 (offiziell IX United States Grand Prix) fand am 2. Oktober auf dem Watkins Glen International in Watkins Glen statt und war das achte Rennen der Automobil-Weltmeisterschaft 1966.

## Berichte

### Hintergrund

Brabham gewann seine erste Konstrukteurs-Weltmeisterschaft

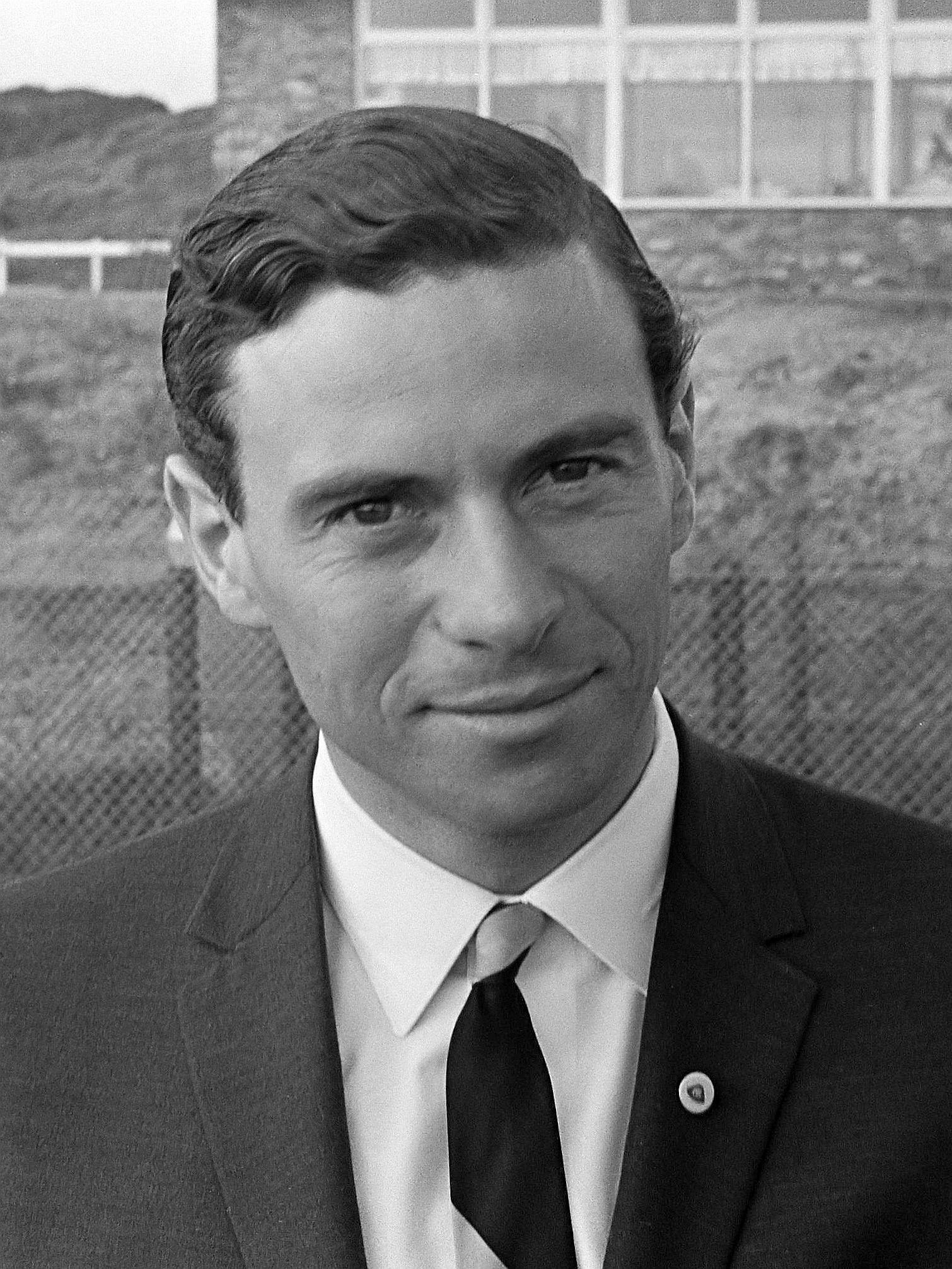
Jim Clark gewann sein einziges Saisonrennen

Einen Monat nach dem Großen Preis von Italien fand das erste Saisonrennen außerhalb des europäischen Kontinents statt. Die Veranstalter entschieden sich dagegen Startgelder zu zahlen, die in den Jahren zuvor üblich waren. Stattdessen wurde ein Preisgeld in Höhe von insgesamt 102.000 $ festgesetzt. Für das Jahr 1966 ist dies eine der höchsten Summen, die im Motorsportbereich zu gewinnen war.
Nachdem Mike Parkes und Ludovico Scarfiotti ihre Saison bereits beendet hatten, meldete Ferrari einen Wagen für Lorenzo Bandini. Für ihn und Ferrari war es das letzte Saisonrennen. Er fuhr 1967 lediglich ein weiteres Rennen in der Automobil-Weltmeisterschaft. Honda setzte zum ersten Mal in der Saison zwei Wagen ein. Neben Richie Ginther fuhr Ronnie Bucknum sein erstes Saisonrennen, er war bereits in den Jahren zuvor für Honda aktiv. Bei Lotus fuhr neben den Stammfahrern Jim Clark und Peter Arundell Pedro Rodríguez in seinem dritten Saisonrennen einen Lotus 33. Eagle meldete zwei Fahrzeuge. Stammfahrer Dan Gurney fuhr den Eagle TG1 mit Weslake-Motor, Bob Bondurant pilotierte den zweiten Wagen mit Climax-Aggregat. Er wechselte von Team Chamaco Collect zu Eagle und fuhr sein erstes Rennen für diesen Rennstall. Ursprünglich war Phil Hill statt ihm gemeldet, er befand sich aber mit einer Hernie im Krankenhaus und zog deshalb seine Meldung zurück. Nachdem McLaren zwei Rennen pausiert hatte, kehrte der Rennstall mit Teamchef Bruce McLaren als Fahrer zurück. Zum ersten Mal hatte der McLaren M2B den neuen Ford V8 3.0-Motor eingebaut. In den beiden Saisonrennen zuvor war dieses Aggregat der Grund für die Pausierung, da er noch zu große Probleme machte.
Bei den Teams mit Kundenfahrzeugen trat das Team Chamaco Collect fortan unter dem Namen Bernhard White Racing an. Sein Fahrer Innes Ireland fuhr einen B.R.M. P261 und bestritt sein erstes Saisonrennen. Reg Parnell Racing meldete für den Großen Preis der USA nur ein Fahrzeug für Mike Spence.
Mit Graham Hill, Clark, Ireland und McLaren nahmen vier ehemalige Sieger am Rennen teil. Hill gewann den Großen Preis die drei Jahre zuvor. Bei den Konstrukteuren waren B.R.M. und Lotus zuvor dreimal und Cooper einmal erfolgreich. Jack Brabham stand vor dem Rennen bereits als Weltmeister fest. Der Konstrukteurstitel wurde zwischen Brabham und Ferrari entschieden. Wenn Ferrari das Rennen nicht gewonnen hätte, wäre Brabham vorzeitig Weltmeister geworden, andererseits reichte dem Team auch ein zweiter Platz für den Titelgewinn.

### Training
Die erste Trainingssitzung fand am Freitag statt und war auf vier Stunden angesetzt. Es war kaltes trockenes Wetter. Anfangs war starker Wind, der gegen Ende der Sitzung nachließ. Deshalb waren anfangs keine schnellen Zeiten möglich. Clark lag nach der ersten Stunde auf Rang eins, fuhr allerdings mit dem Wagen seines Teamkollegen Arundell. Das B.R.M. Team holte nach kurzer Zeit ihre beiden Fahrzeuge wieder an die Box um Änderungen am Getriebe vorzunehmen. Bei Ginther wurde die Aufhängung verändert, nachdem er sich darüber beschwert hatte. Anschließend fuhr er schnelle Runden und verbesserte sich auf Rang zwei vor Surtees und Stewart. Beide Fahrer verbesserten ihre Zeiten als der Wind begann nachzulassen. In den letzten Minuten der Trainingssitzung fuhr Bandini die schnellste Zeit und verbesserte sich auf Rang eins, Surtees lag nur sechs hundertstel Sekunden dahinter auf Platz zwei, beide Fahrer unter 1:09 Minuten. Dies gelang außerdem Hill auf dem dritten Platz.
Vor der zweiten Trainingssitzung war die Strecke aufgrund von Regenschauern nass, trocknete jedoch schnell, nachdem fast alle Fahrer einige Runden mit geringer Geschwindigkeit fuhren. Bonnier nahm nicht teil um seinen Motor zu schonen. Auch das Brabham-Team schonte vorerst seine Wagen und setzte das Training erst fort, nachdem die Bedingungen sich gebessert hatten. Clark fuhr mit verschiedenen Wagen. McLaren hatte Probleme mit Untersteuern und mit dem Neustarten seines Motors. Er fuhr mehrere einzelne Runde und schaltete danach den Motor ab, um zu testen, ob er sich wieder neustarten ließ. Bei Gurney wurde über Nacht der Kraftstofftank getauscht, nachdem ein Leck entdeckt wurde. Bei den B.R.M. gab es in der Trainingssitzung Probleme am Getriebe, beide Fahrer fuhren langsamere Zeiten als am Vortag.
Clark verbesserte seine Zeiten nicht und wechselte kurz vor Ende erneut auf den Wagen seines Teamkollegens Arundell. Surtees fuhr gleiche Rundenzeiten wie in der ersten Trainingssitzung, Rindt verbesserte sich. Allerdings verlor er viel Öl, daraufhin wurde der Motor an seinem Boliden getauscht. Brabham nahm in den letzten Minuten des Trainings teil und fuhr die schnellste Zeit. Clark beendete seine schnellste Runde kurz nach ihm und verbesserte sich auf Rang zwei. Er stellte danach jedoch seinen Wagen mit Motorenproblemen ab, es lief dabei viel Öl aus. Um am Rennen teilzunehmen, lieh ihm das B.R.M Team einer seiner Ersatzmotoren, das über Nacht eingebaut wurde.
Für Brabham war es die dritte Pole-Position 1966, er erreichte damit die meisten ersten Startplätze in der Saison. Hinter Clark startete Bandini von Rang drei vor Surtees. Dahinter lagen die beiden B.R.M. von Hill und Stewart. Hulme, Ginther, Rindt und Rodriguez komplettierten die ersten Zehn. Arundell fuhr keine Rundenzeit, er durfte dennoch am Rennen teilnehmen und startete vom letzten Platz.

### Rennen
Am Renntag war es bewölkt, die Strecke war trocken und es fielen im Rennverlauf nur vereinzelte Tropfen. Die Arbeiten an Clarks Wagen dauerten bis kurz vor Rennstart an. Nur wenige Minuten vor dem Beginn der Aufwärmrunde wurde noch ein Ventil abgedichtet, da sein Lotus erneut Öl verlor. Der Rennstart verzögerte sich anschließend, da die sehr dicht an der Strecke stehenden Fans von den Streckenposten zurück hinter die Absperrungen gedrängt werden mussten.
Den Start gewann Bandini, der sowohl Clark als auch Brabham überholte. Brabham fiel innerhalb der ersten Runde hinter Clark und Ginther zurück und lag auf Rang vier vor Surtees. Dahinter positionierten sich Stewart, Hill und Hulme. Bandini baute seinen Vorsprung auf Clark in der zweiten Runde aus, Ginther wurde unterdessen von Brabham und Surtees überholt. Anschließend fiel Ginther weitere sechs Ränge zurück. McLaren hingegen war nach einem schlechten Start letzter und verbesserte sich in den ersten Rennrunden ins Mittelfeld. Bonnier kam früh im Rennen an die Box mit technischen Problemen. Im weiteren Rennverlauf stoppte er mehrfach deswegen und fuhr sehr langsam.
In Runde neun übernahm Surtees die Führung, Brabham überholte einen Umlauf später Bandini, während Clark knapp dahinter lag. Zum fünftplatzierten Stewart gab es einen größeren Abstand. Dahinter fuhr Hulme vor Rindt, Spence und Siffert. Im Mittelfeld berührten sich McLaren und Rodriguez bei einem Zweikampf, dadurch wurde Rodriguez Wagennase beschädigt. Sie brach kurze Zeit später vom Wagen ab. Bondurant wich aus und wurde daraufhin angeschoben um das Rennen fortzusetzen. Hierfür wurde er disqualifiziert. Rodriguez kam in den nächsten Runden zweimal an die Box, da sein Motor ohne Nase nicht mehr die benötigte Temperatur hielt. Die provisorischen Klebebänder halfen jedoch nicht, bei einem dritten Stopp startete der Motor nicht mehr, er schied aus. Hulme kam, nachdem er von Rindt überholt wurde ebenfalls an die Box, da sein Wagen erhöhte Öltemperatur hatte. Er fiel ans Ende des Feldes zurück und schied in Runde 18 aus. Auch Gurney stellte sein Fahrzeug ab aufgrund mehrerer technischen Probleme.
An der Spitze übernahm Brabham die Führung. Beim Überrunden von Arundell kollidierte Surtees mit ihm, beide Fahrer drehten sich von der Strecke. Nach einem Boxenstopp setzten die Piloten das Rennen fort, Surtees mit drei Runden Rückstand. Ginther war ebenfalls in der Box, er benötigte für jeden Schaltvorgang mehrere Versuche. Bandini überholte Brabham und lag somit wieder in Führung. Der Abstand der beiden Fahrer auf Clark vergrößerte sich kontinuierlich. Hill kam in Runde 21 für eine Getriebereparatur an die Box und setzte das Rennen auf Platz acht fort, bevor Bucknum ihn überholte. Später schied Hill dann mit einem Differential Problem aus. Bandini führte vor Brabham, bis er in Runde 35 aufgrund eines Motorschadens seinen Wagen abstellte. Das Brabham-Team war damit vorzeitig Konstrukteursweltmeister. Anschließend führte Brabham vor Clark und Stewart, die beide weit hinter ihm zurücklagen. Spence, Siffert und McLaren duellierten sich um Rang vier. Surtees fuhr zu diesem Zeitpunkt des Rennens einen neuen Rundenrekord nach dem nächsten und überholte die Führenden, hatte aber weiterhin eine Runde Rückstand. In Runde 40 kam Spence an die Box und setzte das Rennen nach einem Batterietausch fort und fiel 34 Runden später aus. Bucknum war ebenfalls an der Box, drei seiner Auspuffrohre waren bis auf ein kurzes Stück Rest verbrannt. Das Team ließ ihn weiterfahren, seine Motorleistung war aber verringert, sodass er später auch aufgab.
Nach der Hälfte des Rennens schieden innerhalb von zwei Umläufen mit Hill und Stewart beide Fahrer von B.R.M. aus, damit waren nur noch zwölf Wagen insgesamt im Rennen. Brabham führte mit knappem Vorsprung vor Clark. Rindt lag auf Rang drei mit einer Runde Rückstand. Siffert, McLaren, Surtees war die weitere Reihenfolge. In Runde 55 war es erneut der Führende, der ausschied. Mit einem Motorschaden kam Brabham an die Box und beendete das Rennen. Clark übernahm die Führung und hielt diese bis zum Rennende.
Für Clark und Lotus war es der einzige Saisonsieg. Clark gewann nach 1962 zum zweiten Mal den Großen Preis der USA, Lotus zum vierten Mal. Mit einer Runde Rückstand kam Rindt auf Rang zwei ins Ziel, Surtees komplettierte das Podium auf Platz drei. Zum zweiten Mal in der Saison überrundete der Sieger das gesamte Feld, dies gelang Brabham zuvor beim Großen Preis der Niederlande. Siffert war der dritte Cooper-Fahrer, der die Punkteränge erreichte. Die weiteren Punkte gingen an McLaren und Arundell. Ginther und Bonnier sahen zwar die Zielflagge, wurden jedoch nicht gewertet, da ihr Rückstand auf den Führenden zu groß war.
In der Fahrerwertung verbesserte sich Rindt auf den zweiten Platz vor Surtees und Clark, Hill fiel drei Plätze zurück auf Rang fünf. In der Konstrukteurs-Weltmeisterschaft errang Brabham seinen ersten Weltmeistertitel. Ferrari sicherte sich den zweiten Platz.

## Meldeliste
| Team                        | Nr. | Fahrer          | Chassis        | Motor            | Reifen |
| --------------------------- | --- | --------------- | -------------- | ---------------- | ------ |
| Team Lotus                  | 01  | Jim Clark       | Lotus 43       | BRM 3.0 H16      | F      |
| Team Lotus                  | 01  | Jim Clark       | Lotus 33       | Climax 2.0 V8    | F      |
| Team Lotus                  | 02  | Peter Arundell  | Lotus 43       | BRM 3.0 H16      | F      |
| Team Lotus                  | 02  | Peter Arundell  | Lotus 33       | Climax 2.0 V8    | F      |
| Team Lotus                  | 11  | Pedro Rodríguez | Lotus 33       | B.R.M. 2.0 V8    | F      |
| Owen Racing Organisation    | 03  | Graham Hill     | BRM P83        | BRM 3.0 H16      | G      |
| Owen Racing Organisation    | 04  | Jackie Stewart  | BRM P83        | BRM 3.0 H16      | G      |
| Brabham Racing Organisation | 05  | Jack Brabham    | Brabham BT19   | Repco 3.0 V8     | G      |
| Brabham Racing Organisation | 06  | Jack Brabham    | Brabham BT20   | Repco 3.0 V8     | G      |
| Brabham Racing Organisation | 06  | Denis Hulme     | Brabham BT20   | Repco 3.0 V8     | G      |
| Cooper Car Company          | 07  | John Surtees    | Cooper T81     | Maserati 3.0 V12 | F      |
| Cooper Car Company          | 08  | Jochen Rindt    | Cooper T81     | Maserati 3.0 V12 | F      |
| Scuderia Ferrari SpA SEFAC  | 09  | Lorenzo Bandini | Ferrari 312/66 | Ferrari 3.0 V12  | F      |
| Bernhard White Racing       | 10  | Innes Ireland   | BRM P261       | BRM 2.0 V8       | D      |
| Honda R&D Co.               | 12  | Richie Ginther  | Honda RA273    | Honda 3.0 V12    | G      |
| Honda R&D Co.               | 14  | Ronnie Bucknum  | Honda RA273    | Honda 3.0 V12    | G      |
| Anglo American Racers       | 15  | Dan Gurney      | Eagle T1G      | Weslake 3.0 V12  | G      |
| Anglo American Racers       | 16  | Bob Bondurant   | Eagle T1G      | Climax 2.7 L4    | G      |
| Bruce McLaren Motor Racing  | 17  | Bruce McLaren   | McLaren M2B    | Ford V8 3.0 V8   | F      |
| Reg Parnell Racing          | 18  | Mike Spence     | Lotus 25       | BRM 2.0 V8       | F      |
| Rob Walker Racing Team      | 19  | Jo Siffert      | Cooper T81     | Maserati 3.0 V12 | D      |
| Anglo Suisse Racing Team    | 22  | Joakim Bonnier  | Cooper T81     | Maserati 3.0 V12 | F      |

Anmerkungen
1. 1 2   Sowohl der Lotus 43, als auch der Lotus 33 waren auf beide Fahrer gemeldet. Jim Clark fuhr sowohl den Lotus 43 als auch den Lotus 33 in den Trainingssitzungen, Arundell nur den Lotus 43. Im Rennen fuhr Clark den Lotus 43 mit der Nummer 1, Arundell den Lotus 33 mit der Nummer 2.
2. ↑  Jack Brabham fuhr den Brabham BT19 sowohl in den Trainingssitzungen, als auch im Rennen.

## Klassifikationen

### Startaufstellung
| Pos. | Fahrer          | Konstrukteur    | Zeit       | Start |
| ---- | --------------- | --------------- | ---------- | ----- |
| 01   | Jack Brabham    | Brabham-Repco   | 1:08,42    | 01    |
| 02   | Jim Clark       | Lotus-B.R.M.    | 1:08,53    | 02    |
| 03   | Lorenzo Bandini | Ferrari         | 1:08,57    | 03    |
| 04   | John Surtees    | Cooper-Maserati | 1:08,73    | 04    |
| 05   | Graham Hill     | B.R.M.          | 1:08,87    | 05    |
| 06   | Jackie Stewart  | B.R.M.          | 1:09,17    | 06    |
| 07   | Denis Hulme     | Brabham-Repco   | 1:09,28    | 07    |
| 08   | Richie Ginther  | Honda           | 1:09,37    | 08    |
| 09   | Jochen Rindt    | Cooper-Maserati | 1:09,63    | 09    |
| 10   | Pedro Rodríguez | Lotus-B.R.M.    | 1:10,40    | 10    |
| 11   | Bruce McLaren   | McLaren-Ford    | 1:10,57    | 11    |
| 12   | Mike Spence     | Lotus-B.R.M.    | 1:10,73    | 12    |
| 13   | Jo Siffert      | Cooper-Maserati | 1:10,97    | 13    |
| 14   | Dan Gurney      | Eagle-Weslake   | 1:11,03    | 14    |
| 15   | Joakim Bonnier  | Cooper-Maserati | 1:11,40    | 15    |
| 16   | Bob Bondurant   | Eagle-Climax    | 1:12,40    | 16    |
| 17   | Innes Ireland   | B.R.M.          | 1:12,63    | 17    |
| 18   | Ronnie Bucknum  | Honda           | 1:12,70    | 18    |
| 19   | Peter Arundell  | Lotus-Climax    | keine Zeit | 19    |

### Rennen
| Pos. | Fahrer          | Konstrukteur    | Runden | Stopps | Zeit        | Start | Schnellste Runde |
| ---- | --------------- | --------------- | ------ | ------ | ----------- | ----- | ---------------- |
| 01   | Jim Clark       | Lotus-B.R.M.    | 108    | 0      | 2:09:40,110 | 02    |                  |
| 02   | Jochen Rindt    | Cooper-Maserati | 107    | 0      | DNF         | 09    |                  |
| 03   | John Surtees    | Cooper-Maserati | 107    | 1      | + 1 Runde   | 04    | 1:09,67 (31.)    |
| 04   | Jo Siffert      | Cooper-Maserati | 105    | 0      | + 3 Runden  | 13    |                  |
| 05   | Bruce McLaren   | McLaren-Ford    | 105    | 0      | + 3 Runden  | 11    |                  |
| 06   | Peter Arundell  | Lotus-Climax    | 101    | 1      | + 7 Runden  | 19    |                  |
| –    | Innes Ireland   | B.R.M.          | 96     | 0      | DNF         | 17    |                  |
| –    | Richie Ginther  | Honda           | 81     | 1      | NC          | 08    |                  |
| –    | Mike Spence     | Lotus-B.R.M.    | 74     | 1      | DNF         | 12    |                  |
| –    | Ronnie Bucknum  | Honda           | 58     | 1      | DNF         | 18    |                  |
| –    | Joakim Bonnier  | Cooper-Maserati | 57     | 3      | NC          | 15    |                  |
| –    | Jack Brabham    | Brabham-Repco   | 55     | 0      | DNF         | 01    |                  |
| –    | Jackie Stewart  | B.R.M.          | 53     | 0      | DNF         | 06    |                  |
| –    | Graham Hill     | B.R.M.          | 52     | 0      | DNF         | 05    |                  |
| –    | Lorenzo Bandini | Ferrari         | 34     | 0      | DNF         | 03    |                  |
| –    | Denis Hulme     | Brabham-Repco   | 18     | 1      | DNF         | 07    |                  |
| –    | Pedro Rodríguez | Lotus-B.R.M.    | 13     | 2      | DNF         | 10    |                  |
| –    | Dan Gurney      | Eagle-Weslake   | 13     | 0      | DNF         | 14    |                  |
| DSQ  | Bob Bondurant   | Eagle-Climax    | 5      | 0      |             | 16    |                  |

## WM-Stände nach dem Rennen
Die ersten sechs des Rennens bekamen 9, 6, 4, 3, 2, 1 Punkte. Es zählten nur die fünf besten Ergebnisse aus neun Rennen. In der Konstrukteurswertung zählten dabei nur die Punkte des bestplatzierten Fahrers eines Teams.

### Fahrerwertung
| Pos. | Fahrer              | Konstrukteur                     | Punkte  |
| ---- | ------------------- | -------------------------------- | ------- |
| 01   | Jack Brabham        | Brabham-Repco                    | 39      |
| 02   | Jochen Rindt        | Cooper-Maserati                  | 22 (24) |
| 03   | John Surtees        | Cooper-Maserati / Ferrari        | 19      |
| 04   | Graham Hill         | B.R.M.                           | 17      |
| 05   | Jim Clark           | Lotus-Climax                     | 16      |
| 06   | Denis Hulme         | Brabham-Repco                    | 14      |
| 07   | Jackie Stewart      | B.R.M.                           | 14      |
| 08   | Mike Parkes         | Ferrari                          | 12      |
| 09   | Lorenzo Bandini     | Ferrari                          | 12      |
| 10   | Ludovico Scarfiotti | Ferrari                          | 9       |
| 11   | Mike Spence         | Lotus-B.R.M.                     | 4       |
| 12   | Jo Siffert          | Cooper-Maserati / Brabham-B.R.M. | 3       |
| 13   | Bruce McLaren       | McLaren-Serenissima              | 3       |
| 14   | Bob Bondurant       | B.R.M.                           | 3       |
| 15   | Richie Ginther      | Cooper-Maserati / Honda          | 2       |
| 16   | Dan Gurney          | Eagle-Climax                     | 2       |
| 17   | John Taylor †       | Brabham-B.R.M.                   | 1       |
| 18   | Chris Irwin         | Brabham-Climax                   | 1       |
| 19   | Bob Anderson        | Brabham-Climax                   | 1       |

| Pos. | Fahrer               | Konstrukteur                     | Punkte |
| ---- | -------------------- | -------------------------------- | ------ |
| 20   | Peter Arundell       | Lotus-B.R.M. / Lotus-Climax      | 1      |
| 21   | Joakim Bonnier       | Brabham-Climax / Cooper-Maserati | 0      |
| 22   | Chris Amon           | Cooper-Maserati                  | 0      |
| 23   | Jean-Pierre Beltoise | Matra-Ford                       | 0      |
| 24   | Guy Ligier           | Cooper-Maserati                  | 0      |
| 25   | Hubert Hahne         | Matra-B.R.M.                     | 0      |
| 26   | Giacomo Russo        | Lotus-Climax                     | 0      |
| 27   | Jo Schlesser         | Matra-Ford                       | 0      |
| 28   | Chris Lawrence       | Cooper-Ferrari                   | 0      |
| 29   | Hans Herrmann        | Brabham-Ford                     | 0      |
| 30   | Giancarlo Baghetti   | Ferrari                          | 0      |
| –    | Pedro Rodríguez      | Lotus-Climax                     | 0      |
| –    | Innes Ireland        | B.R.M.                           | 0      |
| –    | Ronnie Bucknum       | Honda                            | 0      |
| –    | Trevor Taylor        | Shannon-Climax                   | 0      |
| –    | Piers Courage        | Lotus-Ford                       | 0      |
| –    | Alan Rees            | Brabham-Ford                     | 0      |
| –    | Kurt Ahrens          | Brabham-Ford                     | 0      |
| –    | Jacky Ickx           | Matra-Ford                       | 0      |

### Konstrukteurswertung
| Pos. | Konstrukteur    | Punkte  |
| ---- | --------------- | ------- |
| 01   | Brabham-Repco   | 40 (43) |
| 02   | Ferrari         | 31 (32) |
| 03   | Cooper-Maserati | 24 (26) |
| 04   | B.R.M.          | 22      |
| 05   | Lotus-B.R.M.    | 13      |
| 06   | Lotus-Climax    | 8       |

| Pos. | Konstrukteur        | Punkte |
| ---- | ------------------- | ------ |
| 07   | Eagle-Climax        | 2      |
| 08   | McLaren-Ford        | 2      |
| 09   | Brabham-B.R.M.      | 1      |
| 10   | McLaren-Serenissima | 1      |
| 11   | Brabham-Climax      | 1      |
| –    | Honda               | 0      |